# Ван Лей (шахістка)
Ван Лей (кит. трад. 王蕾, піньїнь: Wáng Lěi; нар. 4 лютого 1975, Шанхай) — китайська шахістка, гросмейстер серед жінок (1996).

## Життєпис
Наприкінці 1990-х - на початку 2000-х була однією з найсильніших шахісток Китаю. Чотири рази перемагала на чемпіонатах Китаю серед жінок (1997, 1998, 2000, 2001). 1993 року в Братиславі поділила четверте-шосте місце на юнацькому чемпіонаті світу серед дівчат у групі до 18 років. 1995 року в Кишиневі на міжзональному турнірі (відбіркового циклу чемпіонату світу серед жінок посіла 18-те місце. 1996 року в Леоні перемогла на чемпіонаті світу серед студенток.
2000 року в Нью-Делі взяла участь у  чемпіонаті світу за олімпійською системою, де в другому раунді поступилась Пен Чжаоцінь. 
Успішно представляла збірну Китаю на найбільших командних турнірах:
- на шахових олімпіадах брала участь чотири рази (1990, 1996-2000). У командному заліку здобула дві золоті (1998, 2000), срібну (1996) та бронзову (1990) медалі, а в особистому заліку виборола дві золоті (обидві 1998) медалі;
- у командному чемпіонаті Азії серед жінок взяла участь 1999 року, і в командному, і в особистому заліку завоювала золоті медалі[4];
- 2001 року показала найкращий результат в матчі збірних Росії і Китаю, набравши 4 очка з 6 можливих[5].

Починаючи з 2003 року більше не бере участі в шахових турнірах під егідою ФІДЕ.